# Lluís Mas
Lluís Guillermo Mas Bonet (* 15. Oktober 1989 in Ses Salines) ist ein ehemaliger spanischer Bahn- und Straßenradrennfahrer und aktuell Sportlicher Leiter eines Radsportteams.

## Sportliche Laufbahn
Luis Mas gewann 2007 in der Juniorenklasse eine Etappe bei der Vuelta Ciclista Vegas de Granada, die Trofeo Fernando Escartin, den Premio Hnos Pintor und eine Etappe sowie die Gesamtwertung der Vuelta a les Comarces de Castello. Von 2009 bis 2013 fuhr er für das spanische Continental Team Burgos Monumental-Castilla y León. 2009 wurde er Zehnter beim Einzelzeitfahren der Mittelmeerspiele. Auf der Bahn wurde er Dritter in der Mannschaftsverfolgung beim Weltcup in Cali. 2011 belegte er bei den Straßenweltmeisterschaften im Einzelzeitfahren der U23 Platz sieben. 2013 wurde er Vierter der Gesamtwertung der Tour of China I. 
Zur Saison 2015 wurde er Mitglied im Team Caja Rural-Seguros RGA. Bei der Türkei-Rundfahrt 2015 erzielte er den einzigen Sieg seiner Karriere, als er die letzte Etappe für sich entschied. In den folgenden Jahren gewann er mehrfach Sprint- oder Bergwertungen bei Rundfahrten. 2019 wechselte er zum Movistar Team, bei dem er ohne zählbare Erfolge blieb.
Nach der Saison 2023 beendete er seine Karriere als Radrennfahrer, zur Saison 2024 wurde er Sportlicher Leiter des neu gegründeten UCI Continental Teams Illes Balears Arabay Cycling.

## Erfolge
2015
- eine Etappe Türkei-Rundfahrt

2016
- Turkish Beauties Sprintwertung Türkei-Rundfahrt

2017
- Sprintwertung Baskenland-Rundfahrt
- Bergwertung Boucles de la Mayenne

2018
- Bergwertung Andalusien-Rundfahrt
- Sprintwertung Katalonien-Rundfahrt

## Grand-Tour-Platzierungen
| Grand Tour            | 2014 | 2015 | 2016 | 2017 | 2018 | 2019 | 2020 | 2021 | 2022 |
| --------------------- | ---- | ---- | ---- | ---- | ---- | ---- | ---- | ---- | ---- |
| Giro d’ItaliaGiro     | –    | –    | –    | –    | –    | 126  | –    | –    | –    |
| Tour de FranceTour    | –    | –    | –    | –    | –    | –    | –    | –    | –    |
| Vuelta a EspañaVuelta | 121  | DNF  | DNF  | 83   | 47   | –    | –    | –    | 133  |